# Cnephaeus floweri
Cnephaeus floweri is een zoogdier uit de familie van de gladneuzen (Vespertilionidae). De wetenschappelijke naam van de soort werd voor het eerst geldig gepubliceerd door de Winton in 1901.